# Medalla Liakat
La Medalla Liakat (turc Liyakat Madalyasi, traduït com a "Medalla de Mèrit") fou una condecoració militar de l'Imperi Otomà establida en 1890. Podia entregar-se en dues varietats, or o argent. La medalla va ser una condecoració militar comuna de finals de l'Imperi Otomà fins al final de la Primera Guerra Mundial. La medalla també podria ser atorgat a civils per mèrits en general a la societat. El 1905 es va permetre a les dones rebre la medalla per treballs de caritat i altres de mèrit civil.
La medalla media 25 mm de diàmetre i es va elaborar en les dues classes d'or i plata. Era suspesa d'una cinta vermella amb franges laterals verdes estretes. Durant la Primera Guerra Mundial s'hi adjuntava a la cinta una barra de dues espases creuades amb la data AH 1333 AH (1915) inscrit en elles.